# Опустошение Севера
«Опустошение Севера» (англ. Harrying of the North) — серия военных кампаний английского короля Вильгельма I Завоевателя, предпринятых в 1069—1070 годах. Их цель заключалась в подчинении центральной власти Северной Англии, где обосновался последний англосаксонский претендент на английский трон Эдгар Этелинг, присутствие которого поощряло восстания местной знати и вторжения датчан. После того как датчане, получив плату от Вильгельма, отправились домой, король решил уморить голодом повстанцев и, используя тактику выжженной земли, опустошил североанглийские графства. После этого Вильгельм конфисковал владения у англосаксонской аристократии, отдав их нормандцам.
Современные хроники ярко описывают свирепость походов Вильгельма, огромные масштабы разрушений и повсеместный голод, вызванный грабежами, поджогами и резнёй. Согласно анализу записей «Книги Страшного суда» 1086 года, до 75 % населения было уничтожено или изгнано. Некоторые современные исследователи называют эту кампанию геноцидом, хотя другие историки высказывают сомнения в том, что Вильгельм мог собрать достаточно войск, чтобы разрушения были настолько масштабными, как указано в хрониках, полагая, что хронисты их преувеличили или неправильно истолковали.

## Ситуация в Северной Англии после 1066 года

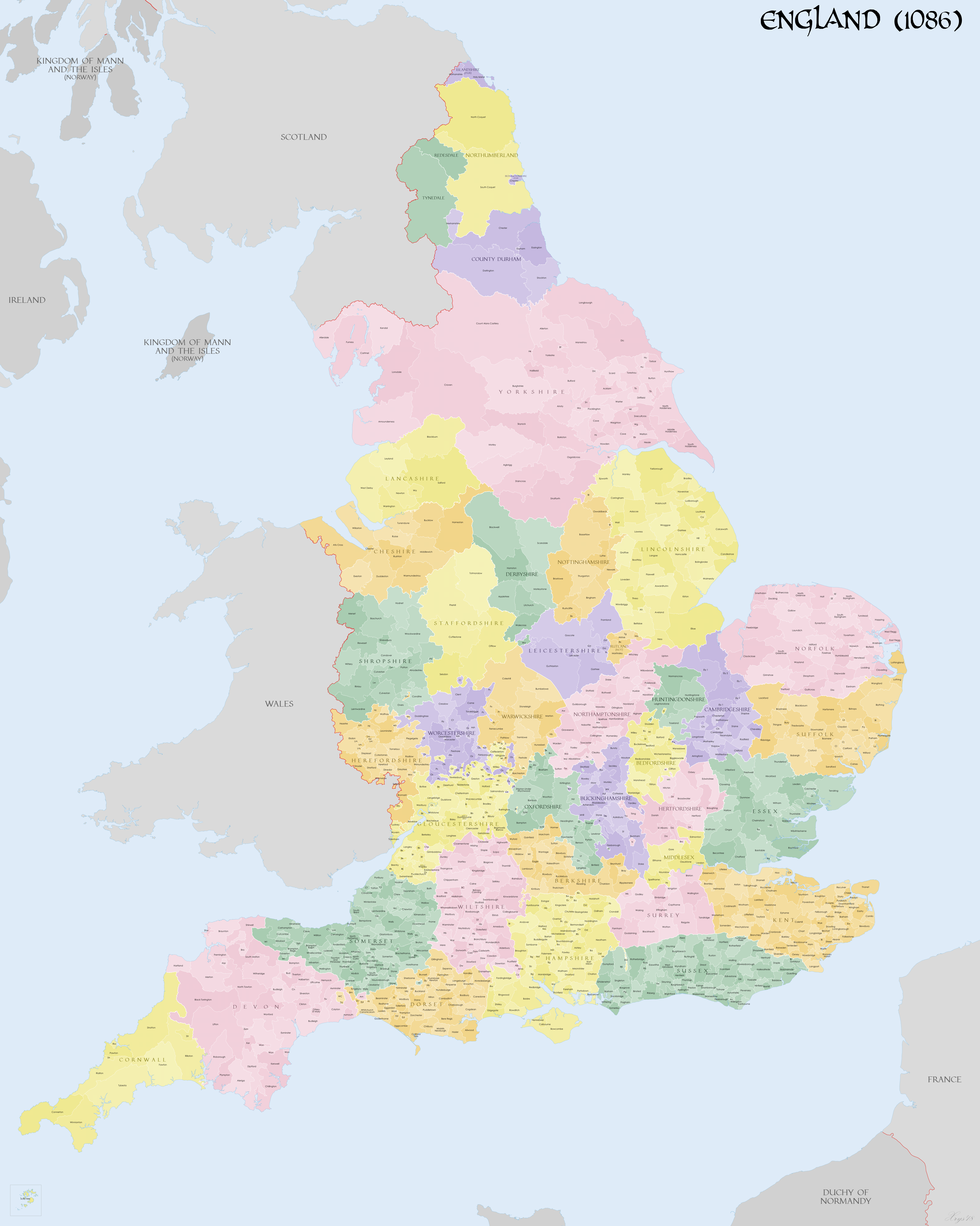
Англия в 1086 году согласно «Книге Страшного суда»

В 1066 году состоялось нормандское завоевание Англии. После гибели короля Гарольда II в битве при Гастингсе нормандский герцог Вильгельм Завоеватель на рождество был коронован английской короной. Хотя ещё в октябре 1066 года англосаксонская знать, которая не участвовала в битве, признала своим королём Эдгара Этелинга, два месяца спустя она подчинилась нормандцам. Для контроля над своим новым королевством Вильгельм разместил гарнизоны в Южной Англии и обеспечил контроль над коммуникациями, заблокировав все дороги, ведущие с севера. Основной базой нормандцев стал Лондон, который был хорошо укреплён новым королём. Вильгельм стремился избежать беспорядков и столкновений своих людей с местным населением. Но несмотря на это, англичан новый король не щадил. Владения знати, убитой в битве при Гастингсе, были конфискованы, а выжившим в ней тэнам пришлось выкупать свои земли. Кроме того, страна была обложена налогом.
Хотя англосаксонская знать признала Вильгельма Завоевателя королём, положение нормандцев в королевстве оставалось достаточно шатким. Нормандская администрация по сути контролировала лишь юго-восточные районы Англии, остальная же территория королевства продолжала управляться крупными англосаксонскими магнатами. Особенно сложно нормандской администрации было контролировать Северную Англию («Север»). Эта территория включала в себя земли современных графств Йоркшир, Дарем и Нортумберленд на востоке и Ланкашир с южными частями Камберленда и Уэстморленда на западе. Население в Северной Англии до завоевания по сути было англо-скандинавским, культура которого возникла в результате смешения традиций англосаксов и викингов, обосновавшихся в Северной Англии в IX—X веках. Жители этого региона говорили на местном диалекте английского языка, который для жителей Южной Англии был малопонятен. Местная аристократия была в основном датского происхождения. В 962 году король Эдгар предоставил правителям северных графств области датского права в обмен на их лояльность правовую автономию, которая существенно ограничила власть англосаксонских королей в землях, лежащих к северу от реки Хамбер. Кроме того, сообщение между Северной и Южной Англией было затруднено из-за рельефа местности и плохого состояния дорог. Удобнее всего добираться до Йорка было по морю. Осложнялась ситуация тем, что англо-шотландская граница не была в то время жёстко установлена, поэтому в область, лежащую к северу от Тиса, постоянно проникали мятежники, нашедшие убежище в Шотландском королевстве. Среди них был и Эдгар Этелинг, бежавший с матерью и двумя сёстрами из Англии.

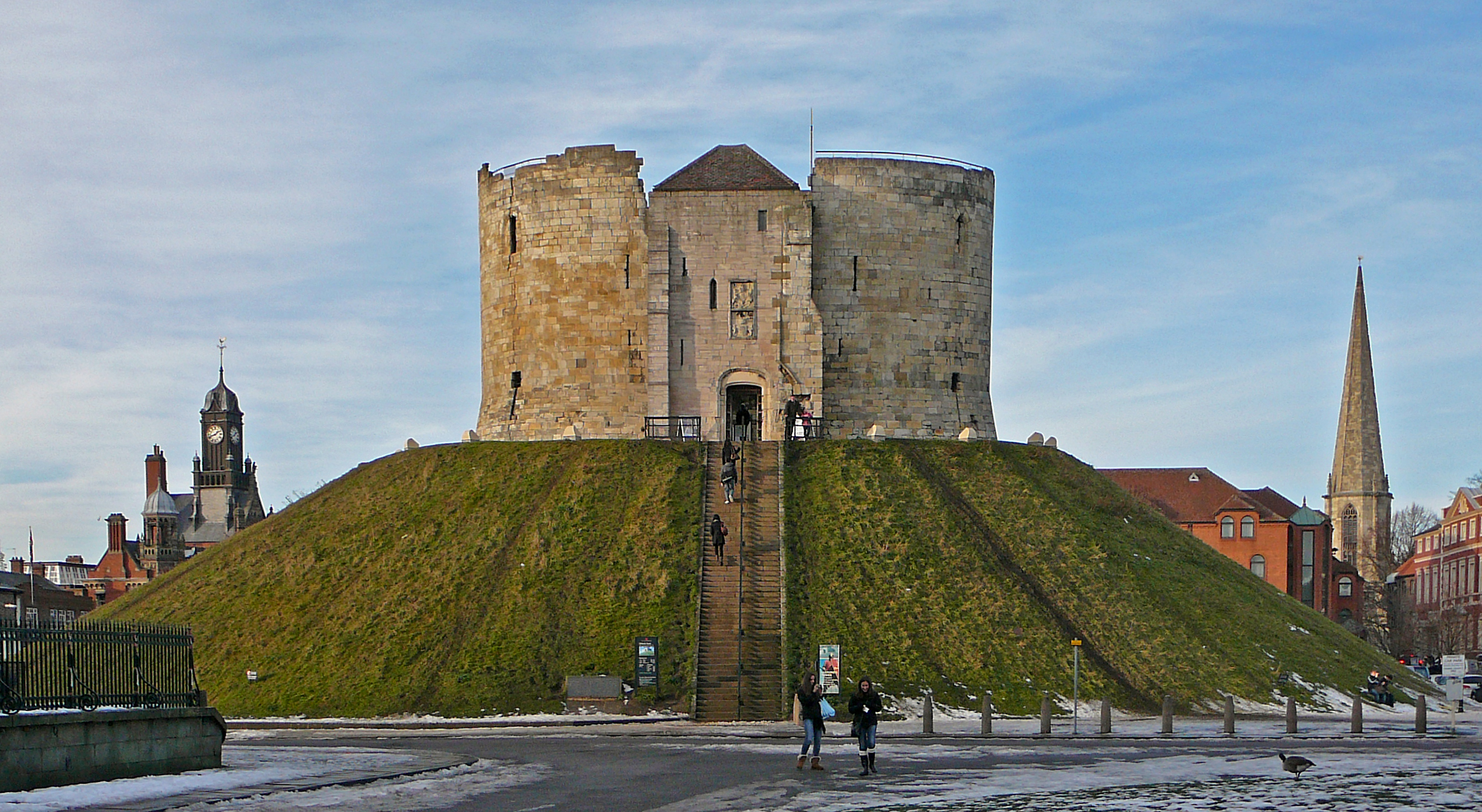
Башня Клиффорда — сохранившаяся часть Йоркского замка

Вскоре после коронации Вильгельма право на управление Нортумбрией оспаривали двое претендентов, но в итоге они погибли, после чего ситуация на какое-то время нормализовалась. Графом Нортумбрии Вильгельм назначил представителя североанглийской знати Копси, но его не приняла местная аристократия и вскоре он был убит. В конце 1068 года король назначил новым графом норманна Роберта де Комина. Но к этому времени на Севере образовалось две новые оппозиционные группировки. Одна из них поддерживала бывшего эрла Нортумбрии Моркара, другая — Госпатрика, происхождение которого выводили от прежних королей Нортумбрии. Получив известие о том, что в Нортумбрии начала образовываться оппозиция его власти, возможно, подстрекаемая укрывшимися в Шотландии представителями англосаксонской знати, Вильгельм отправился на Север и возвёл там несколько замков. Рядом с Йорком, который был центром возмущений против новой администрации, по его приказу был насыпан холм, где был возведён Йоркский замок. Вскоре после возвращения короля в Лондон в Нортумбрии вспыхнуло восстание, Роберт де Коммин был убит. К восставшим, осадившим Йоркский замок, прибыл из Шотландии и Эдгар Этелинг, однако король форсированным маршем предпринял военный поход на Север, подавив восстание. На окраине Йорка он приказал построить новый замок, поручив управление областью своему соратнику Уильяму Фиц-Осберну.
В это же время в других частях страны вспыхнули восстания. Сам Вильгельм занимался мятежниками в Мидлендсе и Стаффорде, а для подавления выступлений в Дорсете, Шрусбери и Девоне посылал своих графов.

## Вторжение датчан и восстание в Северной Англии
Ситуация в Северной Англии обострилась летом 1069 года. В августе у северо-восточного побережья появился датский флот, достигнув эстуария Хамбера. Рукопись D Англосаксонской хроники (Вустерская хроника) указывает, что командовали им трое сыновей конунга Свена II Эстридсена, неоднократно предъявлявшего претензии на английский престол. Жеффрей Гаймар указывает, что этими сыновьями были Харальд, Кнуд и Бьёрн, Иоанн Вустерский сообщает только о двух — Харальде и Кнуде. Кроме того, среди командующих флотом были ярлы Осберн (брат Свейна) и Туркиль. Вустерская рукопись и Иоанн Вустерский указывают, что флот состоял из 240 кораблей, но рукопись E Англосаксонской хроники (Петерборская хроника) сообщает, что кораблей было около 300.
Одновременно на Севере началось новое восстание. По сообщению Вустерской рукописи, его возглавили Эдуард Этелинг, эрлы Госпатрик и Вальтеоф, а также Марлесвейн, правитель Линкольна. Им удалось собрать армию из нортумбрийцев и других жителей страны. Вустерская хроника указывает, что восстание поддержал «весь народ страны» и удалось собрать «несметное войско», Петерборская хроника же упоминает «многие сотни людей». К восстанию присоединились и таны, сохранившие верность англосаксам.
Вустерская хроника указывает имя Эдгара на первом месте: весь Север почитал его как законного наследника англосаксонских королей, в то время как Петерборская рукопись указывает его имя после эрла Вальтеофа, имена же остальных же лидеров восстания не называет. По мнению И. Матюшкиной, Вустерская хроника преподносит восстание как легитимное деяние против нормандских захватчиков, в то время как Петерборская рукопись изображает его как стихийное противостояние нормандской власти в поддержку датского вторжения.
Вустерская хроника и Иоанн Вустерский сообщают, что Эдгар Этелинг и другие лидеры восстания прибыли к устью Хамбера, где встретили высадившихся датчан. Однако Петерборская хроника приводит иную версию событий: согласно ей, датчан встретил только эрл Вальтеоф, Эдгар же и остальные примкнули к восстанию позже.
В начале сентября объединённое войско из датчан и мятежников двинулось к Йорку. Ордерик Виталий сообщает, что узнавший о вторжении Вильгельм Завоеватель послал в Йорк предупреждение Гильому Мале, кастеляну Йоркского замка и шерифу Йоркшира, предложив прийти к нему на помощь, но тот ответил, что сможет и сам продержаться в городе целый год, если это потребуется. Однако его уверенность в своих силах оказалась катастрофически неуместной. Наиболее подробный отчёт о произошедших далее событиях даёт хроника Иоанна Вустерского. 11 сентября умер архиепископ Элдред, пытавшийся остановить мятеж. Его похоронили в Йоркском соборе 19 сентября. На следующий день гарнизоны обоих замков сожгли соседние дома, опасаясь, что те могут быть использованы датчанами в качестве источника дерева, чтобы завалить рвы. Огонь распространился настолько быстро, что уничтожил весь город, включая собор. Ещё до того как пожар был потушен, прибыл датский флот. В тот же день датчане совершили атаку на городские укрепления, после чего гарнизон совершил необдуманную вылазку, подставившись под превосходящие их силы. Хронист сообщает, что в результате погибло около трёх тысяч нормандцев, что оставило замки фактически без защиты. Сам шериф, его жена и двое младших детей оказались среди тех немногих, кому посчастливилось сбежать, но они попали в плен.

## Военная кампания Вильгельма Завоевателя и усмирение Севера
Ордерик Виталий сообщает, что сторонники Эдуарда Этелинга решили использовать эту победу, чтобы попытаться «вернуть потерянную свободу и заставить англичан объединиться против нормандцев». Для этого они разослали эмиссаров по всему королевству, призывая начать сопротивление Вильгельму Завоевателю. В итоге на западе и юго-западе Англии начались восстания, причём мятежникам оказали поддержку некоторые валлийские князья. Кроме того, среди нормандцев также возникало недовольство затянувшимся походом. Чтобы противостоять расширяющемуся восстанию, Вильгельм начал новую военную кампанию. Своих приближённых он отправил подавлять мятежи в Корнуолле, Девоне, Дорсете, Сомерсете и Чешире. Сам же он выступил на Йорк.
Узнав о приближении королевской армии, датчане покинули город, прихватив с собой «кучу сокровищ» и шерифа с семьёй в качестве заложников, вернулись на свои корабли, причаленные в устье Хамбера. Армия же, набранная Эдуардом Этелингом, не стала вступать в битву, а рассеялась по сельской местности. Узнав об этом, Вильгельм оставил командование своему брату Роберту, графу Мортену, и Роберту, графу д’Э, а сам отправился в Западную Англию. Там он смог разбить мятежников в Стаффордшире, после чего получил известие о планах датчан вновь двинуться на Йорк.
Добраться быстро до города Вильгельму не удалось: он потерял две недели, не имея возможность переправиться через реку Эр, в которой поднявшаяся вода унесла мост. Строить новый мост король на захотел, поскольку рассредоточенные по окрестностям враги могли нанести внезапный удар, пока воины занимались бы строительными работами. Только когда вода спала, армии удалось найти брод через реку. Когда Вильгельм подошёл к городу, датчане вновь вернулись на свои корабли. На этот раз они вступили в переговоры с королём, договорившись с ним о том, что могут перезимовать на своих кораблях в водах Хамбера. Вильгельм пообещал снабдить их припасами, чтобы весной они отплыли в Данию.
На этот раз Вильгельм решил задержаться на Севере. Рождество он вместе со своим двором в обход традиции отпраздновал в Йорке. В этот же период были восстановлены оба замка, которые серьёзно пострадали при нападении датчан двумя месяцами раньше. Армия мятежников в это время находилась неподалёку, но не предпринимала практически никаких действий. Воины небольшими отрядами рассредоточились по лесам и болотам, получая помощь от местного населения. Чтобы с ними разобраться, Вильгельм ещё до окончания зимы приказал обыскать все деревни. Ордерик Виталий сообщает, что по королевскому приказу осмотрели даже леса и гористые местности, «не заботясь ни о какой иной добыче, кроме спрятавшихся врагов».
Историк Уильям Капелл, как и некоторые другие современные историки, трактуют стратегию Вильгельма Завоевателя в Северной Англии 1069—1070 годов как акт геноцида. Даже ряд современных биографов короля считали случившееся самым жестоким его поступком и «пятном на его душе». Хотя Хроника Гильома Жюмьежского об «умиротворении» Йоркшира ничего не рассказывает, рассказ о нём оставил Ордерик Виталий, который, возможно, использовал утерянные последние страницы хроники Гильома из Пуатье. Хронист пишет:

Король не останавливался ни перед чем, чтобы поохотиться на своих врагов. Он убил многих людей и разрушил дома и землю. Нигде больше он не проявлял такой жестокости. К своему стыду, Уильям не пытался обуздать свою ярость и карал как виновных, так и невинных. В своём гневе он приказал обратить в пепел всё — урожай, стада, съестные припасы, так что все земли севернее Хамбера были лишены запаса продовольствия. Тогда в Англии случился такой недород, и обездоленные, лишённые защиты люди страдали от такого голода, что умерло более 100 тысяч христиан обоего пола, старых и молодых. Когда я думаю о беззащитных детях, юношах, стариках, которые умерли подобной смертью, я испытываю такую горечь, что склонен скорее оплакивать страдания и страхи несчастного народа, чем напрасно пытаться лестью снискать себе милость того, кто истребил столько людей.
 Историк Мишель де Бюар считает, что в последнем предложении хронист намекает на «корыстную угодливость» Гильома из Пуатье, хроника которого была доступна ему полностью.
Пишут об «Опустошении Севера» и некоторые другие хронисты XII века. Так, в хронике Флоренса Вустерского сообщается: 

[Король Вильгельм] собрал армию и поспешил в Нортумбрию, поддавшись своему негодованию, и провёл всю зиму, опустошая страну, убивая жителей и не останавливаясь причиняя всевозможное зло.
Существуют заслуживающие доверия сообщения о выживших, которых довели до каннибализма. Так, в начале XII века Симеон Даремский писал: 

… был такой сильный голод, что люди, принуждённые им, пожирали человеческое мясо, мясо лошадей, собак и кошек и всё, что ненавистно обычаям; другие продавали себя в рабство, чтобы хоть как-то сохранить своё существование.
Некоторым мятежникам удалось бежать на север, в низовья реки Тис. Места там были труднодоступные; кроме того, там находились значительные запасы продовольствия. Вильгельм стал их преследовать, но когда он после сложного перехода достиг южных берегов Тиса, его противники бежали. Несмотря на это, король решил там задержаться на некоторое время. В итоге через несколько дней к нему прибыл Вальтеоф, выказав свою покорность и вновь принеся клятву верности. Эдгар же вернулся в Шотландию.
После этого Вильгельм с большей частью армии решил вернуться в Йорк, но по неизвестной причине выбрал очень трудный путь. Шёл конец зимы, армии пришлось пробираться через заваленные снегом долины, зажатые между высоких скал. В итоге в походе пало много лошадей. Но Вильгельм всячески поддерживал мужество солдат, часто двигался впереди всех, чтобы разведать дорогу. В Йорк армия прибыла в конце февраля 1070 года. Там король проверил состояние обоих замков, передохнул несколько дней, а затем двинулся на границу с Уэльсом.
По берегам Хамбера около места зимовки датчан Вильгельм оставил дозорных, чтобы те не могли покинуть кораблей. Зима в этот год была тяжёлой, из-за сильных бурь корабли пришли в негодность. Кроме того, по мнению современных исследователей, обещание регулярно снабжать датчан продовольствием не выполнялось. Им приходилось питаться испорченным мясом, многие умирали. Как отмечает историк Мишель де Бюар, Вильгельм обрёк иноземных захватчиков на голодную смерть так же верно, как и йоркширцев. Весной в Данию вернулись лишь жалкие остатки флота.
К весне 1070 года восстание на Севере по сути было подавлено, хотя окончательно его последствия были ликвидированы только к 1072 году. Весной 1070 года в эстуарий Хамбера прибыл новый датский флот, которым командовал сам король Свейн II. Узнав об этом, с группой англосаксов восстал тэн Херевард Уэйк, укрепившийся на острове Или на реке Уз. Его поддерживали эрлы Эдвин и Моркар, которые в северном восстании участия не принимали. Вильгельму удалось договориться с датским конунгом, после чего тот отплыл в своё королевство. А когда король летом 1071 года в сопровождении небольшого отряда появился около Или, мятежники сдались. Херевард бежал, Моркар попал в плен, в котором пробыл до самой смерти, Эдвин же был убит своими людьми по дороге в Шотландию.
Осенью 1072 года Вильгельм выступил в поход против короля Шотландии Малькольма III, женившегося на сестре Эдгара Этелинга, но тот предпочёл не вступать в открытое военное противостояние с англичанами, отступив в Хайленд. До начала зимы оба правителя встретились. По итогам переговоров шотландский король признал себя вассалом Англии и пообещал не давать убежища Этелингу, который после этого нашёл убежище во Фландрии.

## Последствия
Следы учинённой по приказу короля расправы для населения ощущались и в 1086 году. В «Книге Страшного суда» указывается, что в общей сложности 60 % всех поместий в Йоркшире не приносили дохода, в 66 % поместий были заброшенные деревни. Даже в процветающих районах графства в 1086 году поместья потеряли 60 % стоимости по сравнению с 1066 годом. В графстве осталось только 25 % населения и пахарей, было потеряно 80 тысяч волов и 150 тысяч человек населения.